# 해주청년역
해주청년역(海州靑年驛)은 황해남도 해주시에 있는 철도역이다. 황해청년선의 종점역이며 이 역을 기점으로 옹진선이 분기한다. 과거에는 토해선의 역이었다.